# Gartz (Oder)
Gartz (Oder) ist eine Landstadt im brandenburgischen Landkreis Uckermark und Verwaltungssitz des Amtes Gartz (Oder). Sie zählt zur Agglomeration Stettin.

## Geographie
Die Stadt Gartz (Oder) liegt inmitten einer Endmoränenlandschaft im Nationalpark Unteres Odertal 30 Kilometer südlich von Stettin. Sechs Kilometer südlich von Gartz trennt sich die Oder in zwei Arme, die Westoder und die Ostoder. Die Westoder fließt direkt an der östlichen Stadtgrenze vorbei und bildet die Staatsgrenze zur Republik Polen. In Gartz mündet der Salveybach in die Westoder. Der Ortsteil Friedrichsthal ist der nördliche Endpunkt der Hohensaaten-Friedrichsthaler Wasserstraße, die parallel zur Oder verläuft.

## Stadtgliederung
- Ortsteile:[2] Friedrichsthal, Gartz, Geesow, Hohenreinkendorf
- Bewohnte Gemeindeteile: Bahnhof Geesow, Heinrichshofer Ausbau
- Wohnplätze: Beatenhof, Freudenfeld, Salveymühle

## Geschichte
Gartz lag im Herzogtum Pommern. 1124 erstmals urkundlich erwähnt, erhielt Gartz 1249 von Herzog Barnim I. von Pommern das Stadtrecht verliehen. 1325 wurde Gartz als Mitglied der Hanse genannt.
Der aus dem Slawischen stammende Ortsname leitet sich vom Wort Gard für „Burg“ oder „Stadt“ ab (vgl. kaschubisch gard, niedersorbisch grod) und bezieht sich auf den Umstand, dass bereits die hier ansässigen slawischen Wilzen einen befestigten Ort an dieser Stelle unterhielten.
In Gartz wurde 1280 ein Nonnenkloster genannt, das in der Reformation an den Herzog von Pommern fiel. Lange wurde über dessen Umwandlung in ein adliges Damenstift verhandelt, bis es 1624 durch Brand zerstört wurde. Welchem Orden das Gartzer Nonnenkloster zugehörte, ist unbekannt. Die Stephanskirche wurde zuerst um 1280 genannt.
Um 1290 wurde, wahrscheinlich durch Verlegung des in Stettin gegründete Männerkloster Wilhelmsthal der Wilhelmiten nach Gartz, ein Kloster der Augustiner-Eremiten angelegt. Es bestand bis etwa 1530. An der gleichen Stelle wurde für den Herzog ein Haus errichtet, das aber schon 1578 abbrannte.
Außerdem wird für Gartz zuerst 1298 eine Nikolaikirche erwähnt, die aber nach dem Brand von 1624 nicht wieder aufgebaut wurde. Eine Oderbrücke bestand 1305–1630.

Gartz an der Oder 1618

Gartz an der Oder 1761

Aufgrund ihrer strategisch wichtigen Lage an der Oder war die Stadt immer wieder kriegerischen Auseinandersetzungen ausgesetzt. So wurde sie u. a. 1630 im Dreißigjährigen Krieg, 1659 im Schwedisch-Polnischen Krieg und 1713 im Großen Nordischen Krieg zerstört.
Nach dem Aussterben des pommerschen Herzogshauses der Greifen im Dreißigjährigen Krieg wurde Gartz ein Teil von Schwedisch-Pommern. Mit Ende des Großen Nordischen Krieges musste Schweden im Frieden von Stockholm 1720 das südliche Vorpommern an Preußen abtreten. So kam Gartz an Preußen, wo es bis 1945 zur Provinz Pommern gehörte. Von 1818 bis 1939 gehörte die Stadt zum Landkreis Randow und nach dessen Auflösung 1939 bis 1945 zum Landkreis Greifenhagen. 1944 verlagerte die Schiffsschraubenfabrik Ostermann aus Köln einen Teil ihrer Produktion nach Gartz, wo Minensuchbootpropeller hergestellt wurden. 1945 wurden die Anlagen durch die sowjetische Besatzungsmacht demontiert, lediglich Reste der Stahlbetonhallen sind erhalten.
Am Ende des Zweiten Weltkrieges wurde Gartz 1945 schwer zerstört. Nach Einstellung der Kampfhandlungen wurde das rechts der Oder, östlich der Oder-Neiße-Linie, gelegene Stadtgebiet dem sowjetischen Machtbereich einverleibt und seitens der sowjetischen Besatzungsmacht der Volksrepublik Polen zur Verwaltung überlassen. Marwitz, früher eines der vier Eigentumsdörfer von Gartz, schräg gegenüber der Stadt südöstlich auf der rechten Seite der Oder gelegen, wurde nun in „Marwice“  umbenannt, die einheimischen Bewohner von der polnischen Administration vertrieben.
Nach 1945 kam Gartz mit dem deutsch gebliebenen Teil der ehemaligen Provinz Pommern zunächst zum Land Mecklenburg und gehörte zu dem mit Kreissitz in Löcknitz wieder errichteten Landkreis Randow. Die Stadt wurde 1950 in das Land Brandenburg umgegliedert und kam dort zum Kreis Angermünde, der nach der Auflösung der Länder in der DDR im Jahre 1952 zum neu geschaffenen Bezirk Frankfurt (Oder) gehörte. Der Wiederaufbau ist bis heute nicht abgeschlossen.
Seit 1990 gehört Gartz zum neukonstituierten Bundesland Brandenburg. Am 1. Oktober 1992 hat sich Gartz mit 20 weiteren Gemeinden zur gemeinsamen Erledigung der Verwaltungsgeschäfte zum Amt Gartz (Oder) zusammengeschlossen. Mit der brandenburgischen Verwaltungsreform 1993 kamen Stadt und Amt Gartz zum neugebildeten Landkreis Uckermark.
Eingemeindungen
Am 31. Dezember 2002 wurden die Orte Friedrichsthal, Geesow und Hohenreinkendorf eingemeindet.

## Bevölkerungsentwicklung
| Jahr | Einwohner |
| ---- | --------- |
| 1730 | 1 650     |
| 1782 | 1 856     |
| 1802 | 2 201     |
| 1816 | 2 732     |
| 1831 | 3 373     |
| 1855 | 4 278     |

| Jahr | Einwohner |
| ---- | --------- |
| 1875 | 4 984     |
| 1890 | 4 471     |
| 1910 | 4 050     |
| 1925 | 3 535     |
| 1933 | 3 624     |
| 1939 | 3 950     |

| Jahr | Einwohner |
| ---- | --------- |
| 1946 | 3 672     |
| 1950 | 3 675     |
| 1964 | 2 950     |
| 1971 | 2 667     |
| 1981 | 2 284     |
| 1985 | 2 252     |

| Jahr | Einwohner |
| ---- | --------- |
| 1990 | 2 158     |
| 1995 | 2 055     |
| 2000 | 2 054     |
| 2005 | 2 588     |
| 2010 | 2 477     |
| 2015 | 2 478     |

| Jahr | Einwohner |
| ---- | --------- |
| 2020 | 2 524     |
| 2021 | 2 442     |
| 2022 | 2 359     |
| 2023 | 2 336     |
| 2024 | 2 328     |

Gebietsstand des jeweiligen Jahres, Einwohnerzahl Stand 31. Dezember (ab 1991), ab 2011 auf Basis des Zensus 2011, ab 2022 auf Basis des Zensus 2022
1730, 1790, 1837

## Politik

### Stadtverordnetenversammlung

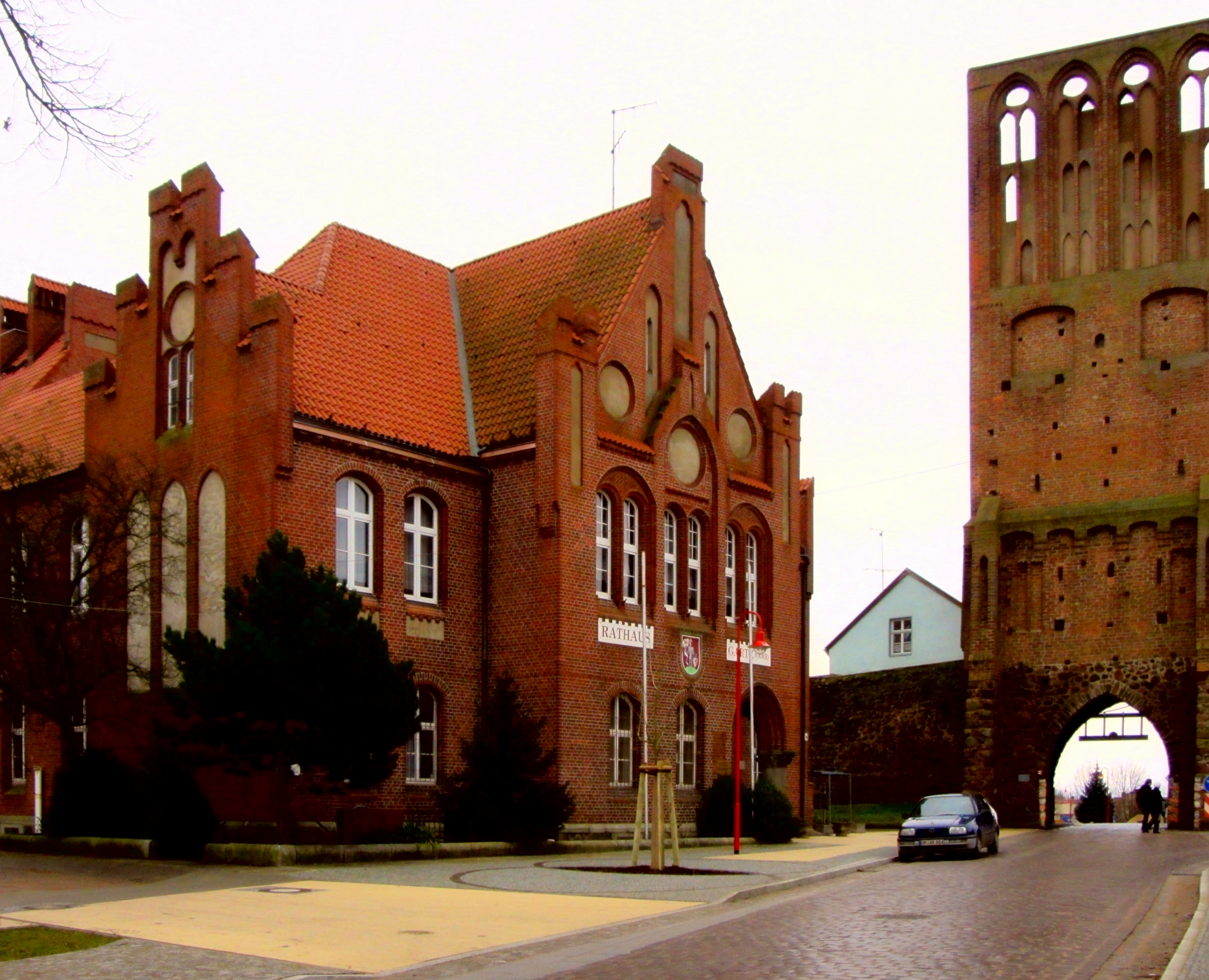
Rathaus und Stettiner Tor

Die Stadtverordnetenversammlung von Gartz besteht entsprechend der Einwohnerzahl der Stadt aus 12 Mitgliedern und dem ehrenamtlichen Bürgermeister. Die Kommunalwahl am 9. Juni 2024 führte bei einer Wahlbeteiligung von 62,6 % zu folgendem Ergebnis:
| Partei / Wählergruppe                   | Stimmenanteil 2019 | Sitze 2019 |  | Stimmenanteil 2024 | Sitze 2024 |
| --------------------------------------- | ------------------ | ---------- |  | ------------------ | ---------- |
| AfD                                     | –                  | –          |  | 24,3 %             | 2          |
| Einzelbewerber Luca Piwodda             | –                  | –          |  | 16,4 %             | –          |
| Einzelbewerber Lutz Kohlheim            | –                  | –          |  | 08,4 %             | 1          |
| Alle für Gartz                          | –                  | –          |  | 08,2 %             | 1          |
| Einzelbewerber Steffen Gundermann       | –                  | –          |  | 06,2 %             | 1          |
| Einzelbewerberin Eva Kolbe              | –                  | –          |  | 06,1 %             | 1          |
| SPD                                     | 15,9 %             | 2          |  | 05,6 %             | 1          |
| CDU                                     | 13,2 %             | 2          |  | 05,2 %             | 1          |
| Die Linke                               | 09,2 %             | 1          |  | 05,1 %             | 1          |
| Freie Bürger                            | 24,7 %             | 4          |  | 04,8 %             | –          |
| Wählergemeinschaft Geesow               | 05,9 %             | 1          |  | 04,6 %             | –          |
| Einzelbewerber Uwe Wegner               | –                  | –          |  | 02,0 %             | –          |
| Einzelbewerber Johannes Meiselbach      | –                  | –          |  | 01,9 %             | –          |
| Einzelbewerberin Petra Grade            | –                  | –          |  | 01,2 %             | –          |
| Wählergruppe Gewerbebund Gartz (Oder)   | 11,0 %             | 2          |  | –                  | –          |
| Alle für Gartz – Liste Hohenreinkendorf | 10,1 %             | 2          |  | –                  | –          |
| Freiparlamentarische Allianz            | 10,1 %             | 2          |  | –                  | –          |
| Insgesamt                               | 100 %              | 16         |  | 100 %              | 9          |

Bei der Wahl 2024 entfielen auf die AfD drei Sitze, von denen einer unbesetzt bleibt, weil die Partei nur zwei Kandidaten nominiert hatte.
Piwodda kandidierte sowohl als Stadtverordneter als auch als Bürgermeister. Sein Stimmenanteil bei der Wahl zur Stadtverordnetenversammlung entsprach zwei Sitzen. Da er die Wahl zum Bürgermeister annahm, bleiben nach § 60 (3) des Brandenburgischen Kommunalwahlgesetzes diese Sitze unbesetzt.

### Bürgermeister
- 1998–2003: Ulrike Siebeke (CDU)[17]
- 2003–2008: Lutz-Uwe Mademann (CDU)[18]
- 2008–2019: Burkhard Fleischmann (SPD)[19]
- 2019–2024: Inge Reppenhagen (FPA)
- seit 2024: Luca Piwodda (PdF, gewählt als Unabhängiger)[20]

Inge Ballenthin (seit ihrer Heirat Reppenhagen) wurde in der Bürgermeisterstichwahl am 16. Juni 2019 mit 73,6 % der gültigen Stimmen für eine Amtszeit von fünf Jahren gewählt. Die Wahlbeteiligung bei dieser Stichwahl lag bei nur 34,9 %.

Luca Piwodda wurde bei der Bürgermeisterwahl am 9. Juni 2024 mit 74,4 % der gültigen Stimmen für eine Amtszeit von fünf Jahren gewählt.

### Verwaltung und Gerichte
Die Verwaltungsgeschäfte der Stadt werden überwiegend über das Amt Gartz (Oder) mit Sitz in Gartz abgewickelt.
Das für Gartz zuständige Amtsgericht ist das Amtsgericht Schwedt/Oder und das zuständige Landgericht das Landgericht Neuruppin im Bezirk des Brandenburgischen Oberlandesgerichts in Brandenburg an der Havel.

### Wappen

Vor 1992 verwendetes Stadtwappen

| Wappen von Gartz | Blasonierung: „In Silber ein blauer geharnischter Ritter mit golden bekröntem Helm und geschlossenem Visier und mit 3 grünen Pfauenfedern; in der Rechten an blauem, goldbeknauftem Speer ein nach aufwärts flatterndes, silbernes Banner mit einem zum Flaggenstock sehenden roten Greifen haltend, mit der Linken auf einen silbernen Schild mit rotem Greifen gestützt; hinter dem Schild ein gestürztes blaues Schwert mit goldenem Griff.“                                                                                                  |
| Wappen von Gartz | Wappenbegründung: Das Wappen von Gartz lässt sich schon im 14. Jahrhundert nachweisen, zu jener Zeit war der Silberschild mit einer roten Lilie geschmückt, während der pommersche Greif darin erst 1576 erscheint. In einer in Vierraden ausgestellten Urkunde vom 13. August 1284 findet sich ein anderes Wappen der Stadt. Es zeigt ein von zwei Mauertürmen flankiertes Tor, darüber eine Lilie. In späteren Urkunden erscheint dieses Wappen nicht mehr. Das Wappen wurde am 23. September 1992 durch das Ministerium des Innern genehmigt. |

### Städtepartnerschaften
Partnerschaftliche Beziehungen bestehen mit den Städten
- Wentorf in Schleswig-Holstein
- Gryfino in Westpommern (Polen)

## Sehenswürdigkeiten und Kultur

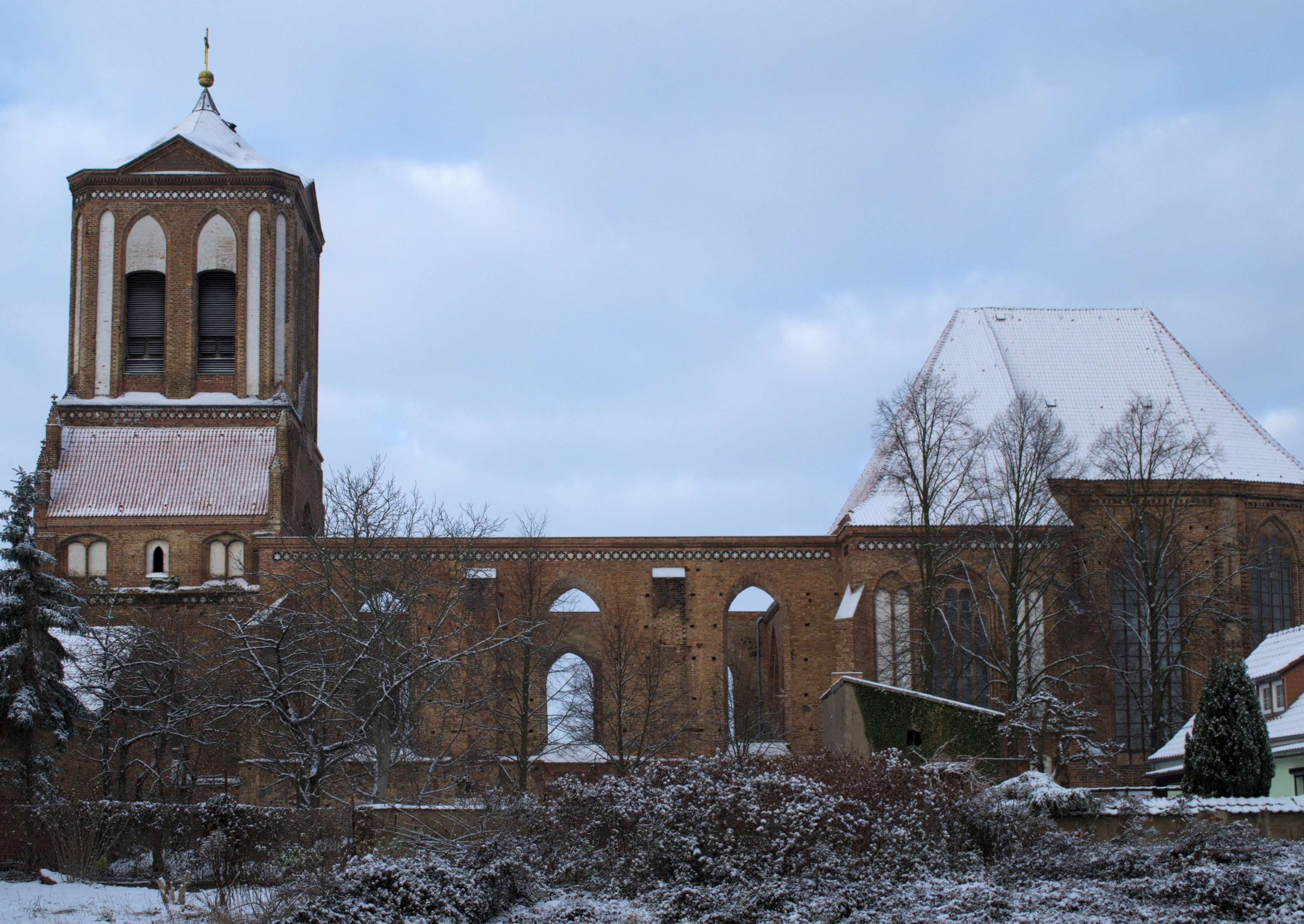
Stadtkirche St. Stephan

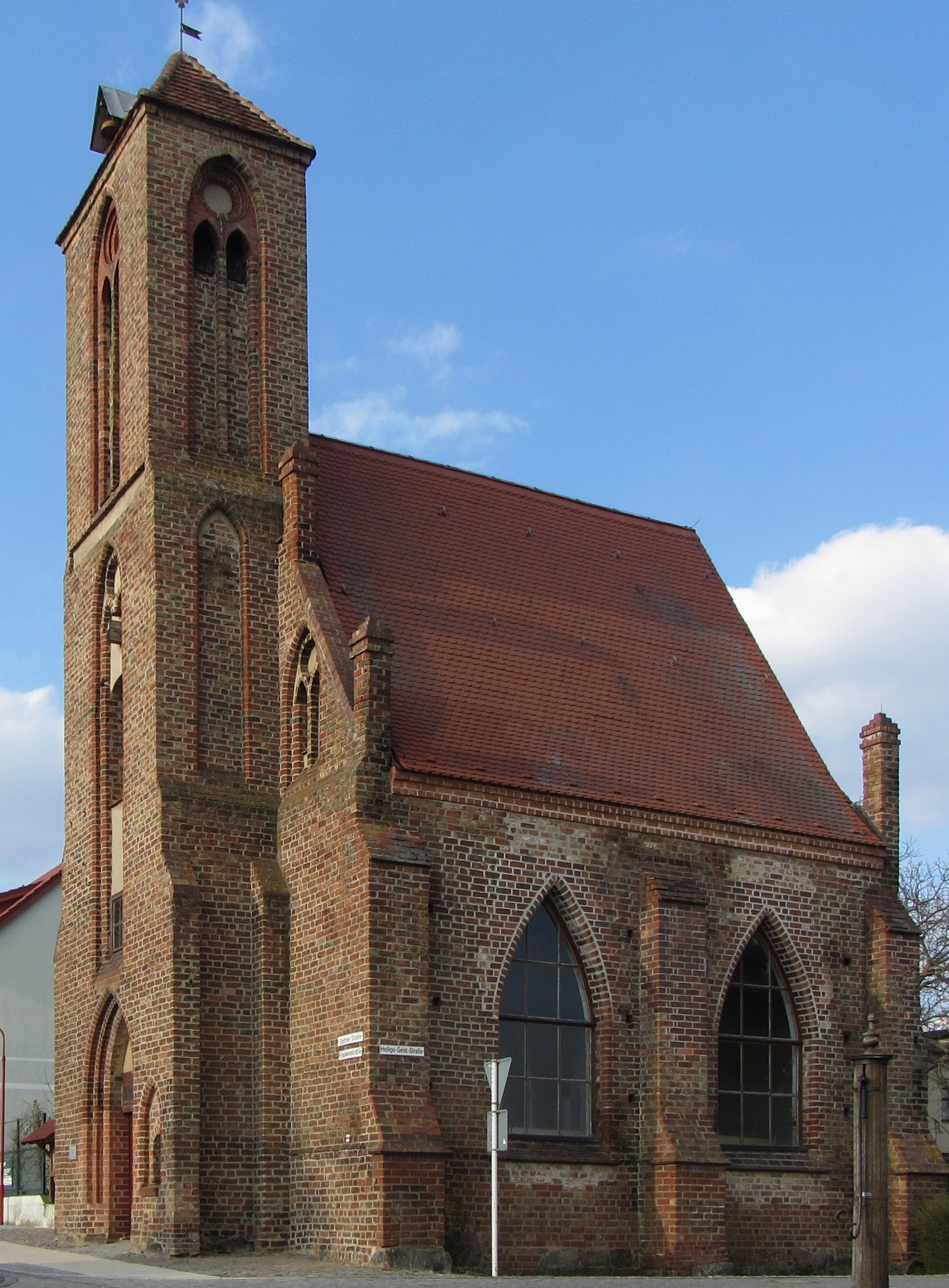
Heilig-Geist-Hospital

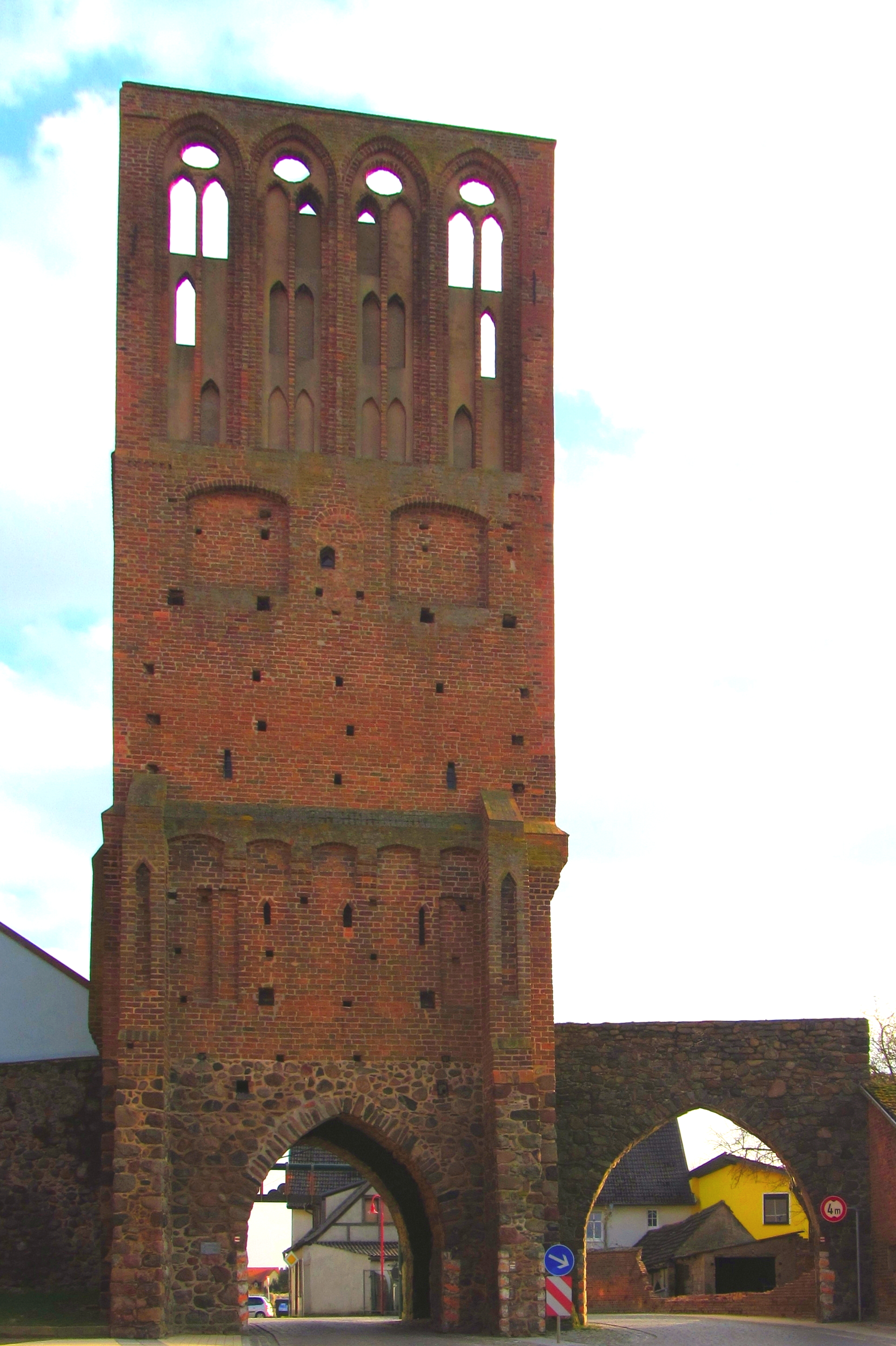
Stettiner Tor

### Bauwerke
- Stadtkirche St. Stephan, im 13./14. Jahrhundert unter Beteiligung des Baumeisters Hinrich Brunsberg, dem der Chorbau zugerechnet wird, im Stil der Backsteingotik errichtet. Nach Kriegszerstörungen 1945 wurde zunächst nur der erhaltene Chor gesichert. Von 1982 bis 1987 wurde das Querhaus unter Einrichtung eines Gemeindezentrums wiederaufgebaut. Das Langhaus wurde als nicht überdachte Ruine gesichert und dient heute als Atrium. Der Turm erhielt anstelle der 1945 zerstörten barocken Haube eine zeltartige flache Abdeckung.[28]
- Ehemalige Kirche des Heilig-Geist-Hospitals (Spittel), erbaut um 1400 im gotischen Stil, heute nach umfangreicher Restaurierung für Ausstellungen und Konzerte genutzt
- Mittelalterliche Stadtmauer mit Storchenturm, Pulverturm und Blauem Hut. Das im 13. Jahrhundert erbaute Stettiner Tor ist das letzte erhaltene von ehemals vier Stadttoren.
- Rathaus der Stadt, neugotischer Backsteinbau, wurde von 1900 bis 1904 als Amtsgericht errichtet. Seit 1953 dient das Gebäude als Rathaus.
- Ackerbürgerhäuser aus dem 18. und 19. Jahrhundert in der Altstadt
- Jüdischer Friedhof an der Heinrichshofer Straße

Siehe auch: Liste der Baudenkmale in Gartz (Oder) mit den in der Denkmalliste des Landes Brandenburg eingetragenen Denkmalen

### Museum
- Ackerbürgermuseum am Stettiner Tor mit Ausstellung zur Geschichte der Stadt Gartz vom 18. Jahrhundert bis in die Gegenwart

## Verkehr
- Gartz liegt an der Bundesstraße 2 zwischen Schwedt und Stettin sowie an der Landesstraße L 27 nach Casekow. Die nächstgelegene Autobahnanschlussstelle ist Penkun an der Bundesautobahn 11 (Berlin–Stettin).
- 1912 entstand mit der 7,3 Kilometer langen Bahnstrecke Tantow–Gartz (Personenverkehr seit dem 15. März 1913) mit dem Bahnhof Gartz (Oder) und dem Haltepunkt Geesow eine Verbindung zur Berlin-Stettiner Eisenbahn, die nach Kriegsende 1945 demontiert wurde.
Nächstgelegene Bahnhöfe sind heute Tantow und Casekow an der Eisenbahnstrecke Berlin–Stettin. Sie werden von der Regionalexpresslinie RE 66 Berlin-Lichtenberg–Szczecin Główny und der Regionalbahnlinie RB 66 Angermünde–Szczecin Główny bedient.

- In Gartz befindet sich eine Anlegestelle für die Fahrgastschifffahrt auf der Oder.

## Persönlichkeiten

### Söhne und Töchter der Stadt
- Johann Sleker († 1629), Hochschullehrer und Geistlicher, Rektor der Universität Rostock
- Adam Riccius (1605–1662), Rechtswissenschaftler
- Michael Gabriel Fredersdorf (1708–1758), Geheimer Kämmerer und Vertrauter König Friedrichs II.
- Johann Christian Ludwig Hellwig (1743–1831), Mathematiker und Naturwissenschaftler
- Karl Ludwig von Wuthenau (1767–1821), preußischer Generalmajor
- Hermann von Holleben (1804–1878), preußischer General der Infanterie
- Albert von Trossel (1817–1875), preußischer Generalleutnant
- Jonathan Paul (1853–1931), evangelischer Pfarrer, Zeltmissionar und Publizist
- Ernst Faulstich (1863–1925), klassischer Philologe und Pädagoge
- Hugo Kaeker (1864–1940), Schullehrer und Schriftsteller
- Hans von Abel (1878–1937), Landrat im Kreis Crossen
- Fritz Grobba (1886–1973), Diplomat, Bevollmächtigter des Auswärtigen Amts für die arabischen Länder

### Mit der Stadt verbundene Persönlichkeiten
- Christian Albrecht von Dohna (1621–1677), kurbrandenburgischer General, gestorben in Gartz
- Hermann Petrich (1845–1933), Superintendent in Gartz
- Wilhelm Vitz (1834–1907), Rektor des Progymnasiums Gartz 1869–1871
- Marion Michael (1940–2007), Bühnen- und Filmschauspielerin, lebte zuletzt in einem Bauernhaus nahe der polnischen Grenze und starb in Gartz